# Arquidiocese de Adelaide
A Arquidiocese de Adelaide (Archidiœcesis Adelaidensis) é uma circunscrição eclesiástica da Igreja Católica situada em Adelaide, Austrália. Seu atual arcebispo é Patrick Michael O’Regan. Sua Sé é a Catedral São Francisco Xavier de Adelaide.
Possui 57 paróquias servidas por 138 padres, contando com 1 736 000 habitantes, com 18,6% da população jurisdicionada batizada (322 650 batizados).

## História
O Vicariato Apostólico de Adelaide foi erigido em 5 de abril de 1842 pelo breve Ex debito do Papa Gregório XVI, recebendo o território do Vicariato Apostólico da Nova Holanda e da Terra de Van Diemen (atual Arquidiocese de Sydney).
Poucos dias depois, em 22 de abril, o Vicariato Apostólico foi elevado à Diocese, passando a fazer parte da nova província eclesiástica de Sydney.
Em 1845, cedeu uma parte de seu território para o benefício da ereção do Vicariato Apostólico do King George Sounde-The Sound, que foi suprimido em 1847, incorporando parte de seu território na diocese de Adelaide.
Em 31 de março de 1874 tornou-se sufragânea da Arquidiocese de Melbourne.
Em 10 de maio de 1887 cedeu outra parte de território em vantagem da ereção da Diocese de Port Augusta (atual Diocese de Port Pirie) e foi elevada à dignidade de arquidiocese metropolitana.
Recebeu a visita pastoral do Papa João Paulo II em 29 de novembro de 1986.

## Prelados
|                          | Nome                                    | Período    | Notas                         |
| Arcebispos               | Arcebispos                              | Arcebispos | Arcebispos                    |
| ------------------------ | --------------------------------------- | ---------- | ----------------------------- |
| 9º                       | Patrick Michael O'Regan                 | 2020-atual |                               |
| 8º                       | Philip Edward Wilson †                  | 2001-2018  |                               |
| 7º                       | Leonard Anthony Faulkner †              | 1985-2001  |                               |
| 6º                       | James William Gleeson †                 | 1971-1985  |                               |
| 5º                       | Matthew Beovich †                       | 1939-1971  |                               |
| 4º                       | Andrew Killian †                        | 1934-1939  |                               |
| 3º                       | Robert William Spence, O.P. †           | 1915-1934  |                               |
| 2º                       | John O'Reilly †                         | 1895-1915  |                               |
| 1º                       | Christopher Augustine Reynolds †        | 1887-1893  |                               |
| Arcebispo-coadjutor      |                                         |            |                               |
|                          | Philip Edward Wilson                    | 2000-2001  |                               |
|                          | Leonard Anthony Faulkner                | 1983-1985  |                               |
|                          | James William Gleeson                   | 1964-1971  |                               |
|                          | Andrew Killian                          | 1933-1934  |                               |
|                          | Robert William Spence, O.P.             | 1914-1915  |                               |
| Bispo-auxiliar           |                                         |            |                               |
|                          | Gregory O'Kelly, S.J.                   | 2006-2009  | Nomeado Bispo de Port Pirie   |
|                          | Philip James Anthony Kennedy            | 1973-1983  |                               |
|                          | James William Gleeson                   | 1957-1964  | Elevado a Arcebispo-coadjutor |
|                          | Francis Augustin Henschke               | 1937-1939  | Nomeado Bispo de Wagga Wagga  |
| Bispo                    |                                         |            |                               |
| 4º                       | Christopher Augustine Reynolds †        | 1873-1887  |                               |
| 3°                       | Laurence Bonaventure Sheil, O.F.M. †    | 1866-1872  |                               |
| 2°                       | Patrick Bonaventure Geoghegan, O.F.M. † | 1859-1864  | Nomeado Bispo de Goulburn     |
| 1°                       | Francis Murphy †                        | 1842-1858  |                               |
| Administrador Apostólico |                                         |            |                               |
|                          | Gregory O'Kelly, S.J.                   | 2018-2020  | Bispo de Port Pirie           |